# Lubricante

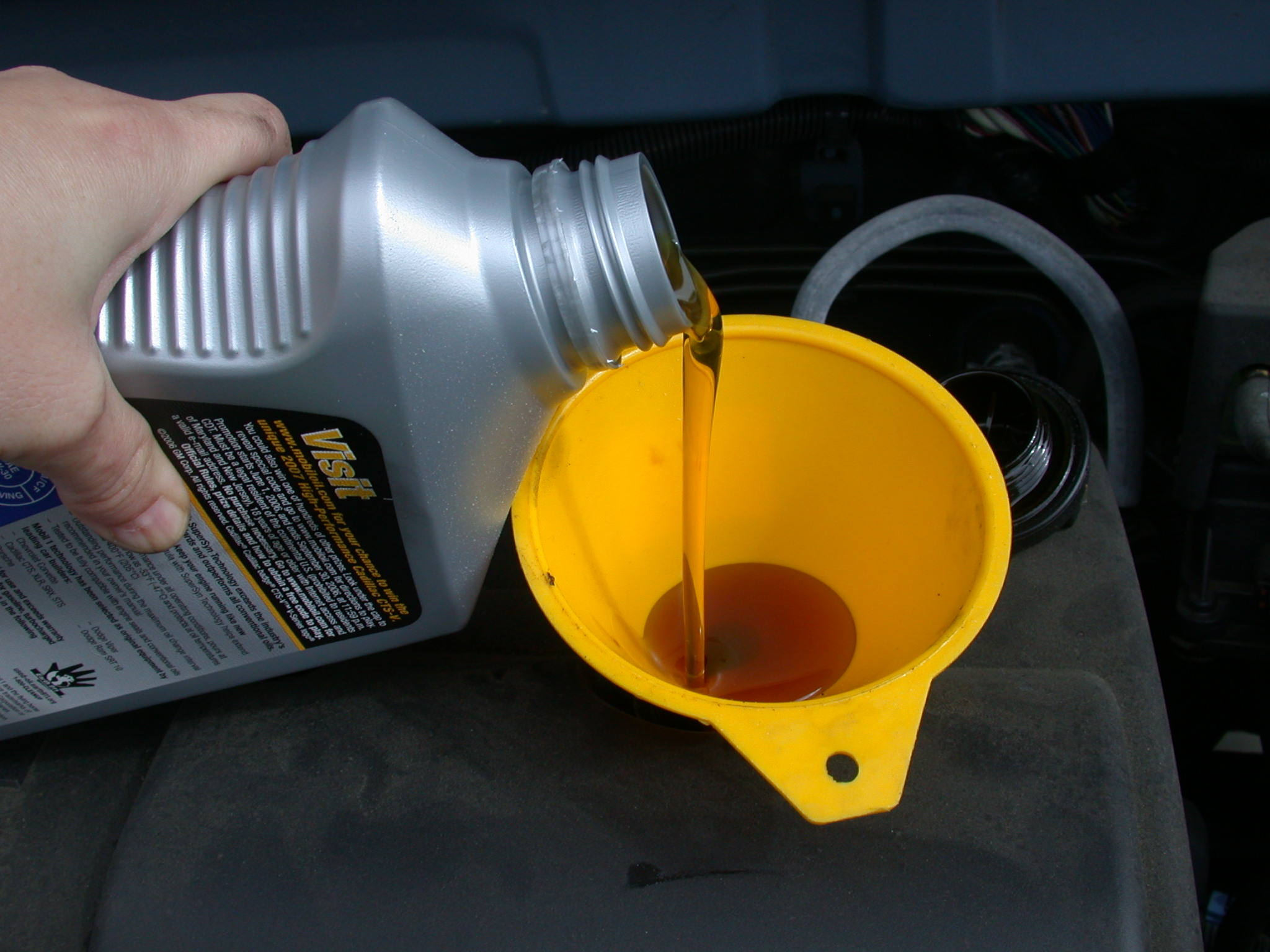
Relleno de aceite de motor con embudo

Un lubricante es una sustancia que, colocada entre dos piezas móviles forma una capa que impide su contacto, permitiendo su movimiento incluso a elevadas temperaturas y presiones. El lubricante es una sustancia (gaseosa, líquida o sólida) que reemplaza una fricción entre dos piezas en movimiento relativo por la fricción interna de sus moléculas, que es mucho menor.
En el caso de lubricantes gaseosos se puede considerar una corriente de aire a presión que separe dos piezas en movimiento. En el caso de los líquidos, los más conocidos son los aceites lubricantes que se emplean, por ejemplo, en los motores. Los lubricantes sólidos son, por ejemplo, el disulfuro de molibdeno (MoS2), la mica y el grafito.

## Tipos
Existen distintas sustancias lubricantes dependiendo de su composición y presentación:
- Líquidos: de origen mineral o vegetal. Son necesarios para la lubricación hidrodinámica y son usados comúnmente en la industria, motores y como lubricantes de perforación.
- Semisólidos: son las denominadas "grasas". Su composición puede ser mineral o vegetal y frecuentemente son combinadas con muchos tipos de lubricantes sólidos como el Grafito, Molibdeno o Litio.
- Sólidos: es un tipo de material que ofrece mínima resistencia molecular interna por lo que por su composición ofrece óptimas condiciones de lubricación sin necesidad de un aporte lubricante líquido o semisólido. El más común es el grafito aunque la industria está avanzando en investigación en materiales de origen metálico.

Naturaleza
Los lubricantes también se clasifican por su naturaleza.
- Minerales: son los aceites provenientes del refinado del petróleo.
- Sintéticos: son creados de forma sintética y no tienen origen natural. Tienen mayor resistencia térmica y mejores propiedades anti-desgaste.
- Semi-sintéticos: son mezclas de ambos aceites lo cual le da propiedades diferentes a las que poseen cada uno en forma individual.

## Descripción
El lubricante es una sustancia que introducida entre dos superficies móviles reduce la fricción entre ellas, facilitando el movimiento y reduciendo el desgaste. Además el lubricante cumple varias otras funciones dentro de una máquina o motor, entre ellas disuelve y transporta al filtro las partículas fruto de la combustión y el desgaste, distribuye la temperatura desde la parte inferior a la superior actuando como un refrigerante, evita la corrosión por óxido en las partes del motor o máquina, evita la condensación de vapor de agua y sella actuando como una junta determinados componentes.
La propiedad del lubricante de reducir la fricción entre partes se conoce como "Lubricación", y la ciencia que la estudia es la tribología.
Un lubricante se compone de una base, que puede ser mineral o sintética y un conjunto de aditivos que le confieren sus propiedades y determinan sus características. Cuanto mejor sea la base menos aditivos necesitará, sin embargo se necesita una perfecta comunión entre estos aditivos y la base, pues sin ellos la base tendría condiciones de lubricación mínimas. Los lubricantes se clasifican según su base como, minerales, vegetales o sintéticos.

## Lubricante mineral
Es el más usado y barato de las bases parafínicas o nafténicas. Se obtiene tras la destilación del petróleo crudo después del gasóleo y antes que el alquitrán, comprendiendo un 50% del total del crudo, este hecho así como su precio hacen que sea el más utilizado. 
Existen dos tipos de lubricantes minerales clasificados por la industria, grupo 1 y grupo 2 atendiendo a razones de calidad y pureza predominando el grupo 1.
Es una base de bajo índice de viscosidad natural (SAE 15) por lo que necesita de gran cantidad de aditivos para ofrecer unas buenas condiciones de lubricación.
El origen del lubricante mineral por lo tanto es orgánico, puesto que proviene del petróleo.
Los lubricantes minerales obtenidos por destilación del petróleo son fuertemente aditivados para poder:
1. Soportar diversas condiciones de trabajo.
2. Lubricar a altas temperaturas.
3. Permanecer estable en un amplio rango de temperatura.
4. Tener la capacidad de mezclarse adecuadamente con el refrigerante (visibilidad).
5. Tener un índice de viscosidad alto.
6. Tener higroscopicidad definida, (capacidad de retener humedad).

## Lubricante sintético
Es una base artificial y por lo tanto del orden de 3 a 5 veces más costosa de producir que la base mineral. Se crea en laboratorio y puede o no provenir del petróleo.
Poseen unas excelentes propiedades de estabilidad térmica y resistencia a la oxidación, así como un elevado índice de viscosidad natural (SAE 30).
Poseen un coeficiente de tracción muy bajo, con lo cual se obtiene una buena reducción en el consumo de energía.
Existen varios tipos de lubricantes sintéticos:
1.- Hidrocrack o grupo 3: Es una base sintética de procedencia orgánica que se obtiene de la hidrogenización de la base mineral mediante el proceso de hidrocracking. Es el lubricante sintético más utilizado por las compañías petroleras debido a su bajo costo en referencia a otras bases sintéticas y a su excedente de base mineral procedente de la destilación del crudo para la obtención de combustibles fósiles.
2.- PAO o grupo 4: es una base sintética de procedencia orgánica pero más elaborada que el hidrocrack, que añade un compuesto químico a nivel molecular denominado Poli-Alfaolefinas que le confieren una elevada resistencia a la temperatura y muy poca volatilidad (evaporación).
3.- PIB o grupo 5: es una base sintética creada para la eliminación de humo en el lubricante por mezcla en motores de 2 tiempos. Se denomina Poli-isobutileno.
4.- ESTER: es una base sintética que no deriva del petróleo sino de la reacción de un ácido graso con un alcohol. Es la base sintética más costosa de elaborar porque en su fabricación por "corte" natural se rechazan 2 de cada 5 producciones. Se usa principalmente en aeronáutica donde sus propiedades de resistencia a la temperatura extrema que comprenden desde -68 °C a +325 °C y la polaridad que permite al lubricante adherirse a las partes metálicas debido a que en su generación adquiere carga electromagnética, hacen de esta base la reina de las bases en cuanto a lubricantes líquidos.  El ester es comúnmente empleado en lubricantes de automoción en competición.

## Aditivos de los lubricantes
La base de un lubricante por sí sola no ofrece toda la protección que necesita un motor o componente industrial, por lo que en la fabricación del lubricante se añaden ciertos aditivos atendiendo a las necesidades del fabricante del motor (Homologación o Nivel autorizado) o al uso al que va a ser destinado el lubricante en cuestión.
Los aditivos usados en el lubricante son:
Antioxidantes: Retrasan el envejecimiento prematuro del lubricante.
Antidesgaste Extrema Presión (EP): Forman una fina película en las paredes a lubricar. Se emplean mucho en lubricación por barboteo (Cajas de cambio y diferenciales)
Antiespumantes: Evitan la oxigenación del lubricante por cavitación reduciendo la tensión superficial y así impiden la formación de burbujas que llevarían aire al circuito de lubricación.
Antiherrumbre: Evita la formación de óxido en las paredes metálicas internas del motor y la condensación de vapor de agua.
Detergentes: Son los encargados de arrancar los depósitos de suciedad fruto de la combustión.
Dispersantes: Son los encargados de transportar la suciedad arrancada por los aditivos detergentes hasta el filtro o cárter del motor.
Espesantes: Es un compuesto de polímeros que por acción de la temperatura aumentan de tamaño aumentando la viscosidad del lubricante para que siga proporcionando una presión constante de lubricación.
Diluyentes: Es un aditivo que reduce los microcristales de cera para que fluya el lubricante a bajas temperaturas.
Modificantes del índice de viscosidad: Estos aditivos ayudan a los lubricantes multigrado, dotándolos con una viscosidad más fluida en bajas temperaturas y una viscosidad más "gruesa" para brindar protección entre las piezas del motor cuando la temperatura es alta.
Depresor del punto mínimo de fluidez: Este aditivo impide que los lubricantes se congelen a bajas temperaturas y sean fluidos en el arranque del motor.

## Clasificaciones de aceites lubricantes
Existen diversos tipos de clasificaciones de aceites lubricantes según el ámbito geográfico, sus propiedades y el fabricante de la máquina a lubricar.
Según el ámbito geográfico podemos encontrar la clasificación americana API (American Petroleum Institute), la clasificación japonesa JASO (Japanese Automotive Standard Organization) y la europea ACEA (Asociación de Constructores Europeos Asociados).
Sus propiedades se clasifican según la norma SAE (Society of Automotive Engineers) que básicamente separa el comportamiento del lubricante a temperatura de -18 °C y la define con una letra W proveniente del inglés "Winter" (Invierno) y otra letra que define el comportamiento del lubricante a temperatura de trabajo 95 °C-105 °C.
La tabla SAE hace referencia a las tolerancias que debe satisfacer el lubricante tanto a temperatura ambiente como a temperatura de trabajo, siempre teniendo en cuenta la temperatura interna del motor y adicionalmente la temperatura exterior que si bien influye algo en el comportamiento no es la más importante a la hora de elegir un lubricante adecuado.
Según el fabricante del motor o componente a lubricar existen normativas de fabricante con diversas nomenclaturas tipo VW505.01, GM Dexos2, Dexron III, MB229.51, LL-01, entre otras. Los fabricantes de motores y componentes conocen al detalle su producto y son conscientes de la importancia de un lubricante adecuado y de las consecuencias de no utilizar un lubricante adecuado.  Para "protegerse" y distinguirse de sus competidores hace ya muchos años los fabricantes comenzaron a definir estándares de fabricación de los lubricantes aptos para sus productos. Son las llamadas "Homologaciones del fabricante", que es la prueba de que el lubricante ha sido testado por el fabricante en el motor y por ello expide su correspondiente certificado de homologación.
Los acuerdos comerciales de los responsables de cada marca de vehículos, motores o componentes en cada país con las diferentes empresas petroleras hacen que estas últimas presenten los certificados de homologación exclusivamente de los fabricantes con los que ha llegado a acuerdo dificultando la diagnosis del lubricante adecuado para cada vehículo.
En todo caso cabe destacar que usando un lubricante con la homologación del fabricante de la máquina o vehículo las demás clasificaciones son complementarias. Hay más de 72 homologaciones en el sector de lubricación automotriz debido a la reciente incorporación de filtros de partículas y sistemas anticontaminación y hay fabricantes que disponen de varias normativas de homologación.